# سید ناصر موسوی لارگانی
سید ناصر موسوی لارگانی (زاده ۵ شهریور ۱۳۴۲) نمایندهٔ حوزهٔ انتخابیهٔ فلاورجان در دوره های هشتم، نهم، دهم و یازدهم مجلس شورای اسلامی بوده است. او عضو سابق هیئت رئیسه مجلس شورای اسلامی، عضو سابق سپاه پاسداران انقلاب اسلامی و دارای تحصیلات حوزوی و کارشناسی ارشد تاریخ اسلام میباشد. 

## زندگی
سید ناصر موسوی لارگانی فرزند سید مهدی، در روستای بوستان لارگان از توابع بخش مرکزی شهرستان فلاورجان متولد شد. دوران ابتدایی را در مدرسه ابتدایی زمانیه لارگان و دوران راهنمایی را در مدرسه راهنمایی بندارت (نواب صفوی فعلی) گذراند. در سال ۱۳۵۶ برای گذراندن دروس حوزوی به حوزه علمیه اصفهان رفت. پس از پیروزی انقلاب ۵۷ به تحصیلات حوزوی خود در مدرسه علمیه اصفهان ادامه داد. در سال ۱۳۶۱ به عضویت سپاه پاسداران درآمده و راهی جبهه خوزستان شد. در سال ۱۳۶۲ به مدت شش ماه در بیت سید روح‌الله خمینی در جماران به عنوان پاسدار حضور داشت.  او همچنین دارای مدرک کارشناسی ارشد در رشته تاریخ اسلام است.

## نمایندگی مجلس شورای اسلامی
در سال ۱۳۸۶ در انتخابات هشتمین دوره مجلس شورای اسلامی شرکت کرده و به مجلس راه یافت. گرایش سیاسی اصولگرا است
وی در انتخابات مجلس نهم، با کسب ۸۰٪ آراء، دوباره به مجلس راه یافت. موسوی لارگانی از لحاظ درصد آرا در انتخابات مجلس نهم در میان کل نمایندگان (به جز نمایندگان اقلیت مذهبی) دارای رتبهٔ نخست است.
سید ناصر موسوی لارگانی در انتخابات دهمین دوره مجلس شورای اسلامی در هفتم اسفند ۹۴ نیز شرکت کرده و با کسب حدود ۶۰ درصد از آرا برای سومین بار پیاپی به پارلمان راه یافت و با رای نمایندگان در سمت ریاست مجمع نمایندگان استان اصفهان باقی ماند. 
- وی همچنین درانتخابات یازدهمین دوره مجلس شورای اسلامی برای چهارمین بار به پارلمان راه یافت.

وی همچنین از مخالفان تفکیک دو وزارت‌خانه بازرگانی و صمت بود.